# 王菊蓉
王菊蓉（1928年—2006年），女，回族，河北沧州人，中国武术家、武术教育家，曾任上海体育学院教授，第六、七届全国政协委员。

## 家庭
父亲王子平。